# NGC 2143
NGC 2143 је расејано звездано јато у сазвежђу Орион које се налази на NGC листи објеката дубоког неба.
Деклинација објекта је + 5° 43' 42" а ректасцензија 6h 3m 7,4s. Привидна величина (магнитуда) објекта NGC 2143 износи 9,4.